# مزرعة ميرزا تقي (سفيد دشت)
مزرعة میرزا تقي (بالإنجليزية: Mazraeh-ye Mirza Taqi)‏ هي منطقة سكنية تقع في إيران في أصفهان.